# Ravedeath, 1972
Ravedeath, 1972 — шестой студийный альбом канадского музыканта Тима Хекера, выпущенный 14 февраля 2011 года на лейбле Kranky. Альбом был записан при участии Бена Фроста в Свободной церкви Рейкьявика. В нём широко использован орган, а сам Хекер описал его как «гибрид студийной и живой записи». Альбом получил положительные оценки от музыкальных критиков, многие из которых признали его лучшим альбомом Хекера.

## Написание материала, запись и релиз
Альбом был написан Хекером в конце 2010 года в Монреале и Банфе, Канада. Большая часть альбома была записана в Свободной церкви Рейкьявика, Исландия; Бен Фрост предложил это место в качестве возможной площадки для записи. Хекер записал основную часть альбома 21 июля 2010 года, исполняя композиции на органе, которые в дальнейшем были дополнены гитарой и фортепиано. После этой сессии записи он вернулся в свою студию в Монреале и работал в течение месяца, занимаясь сведением и завершением записи. Результат, как описал его Хекер, это «гибрид студийной и живой записи».

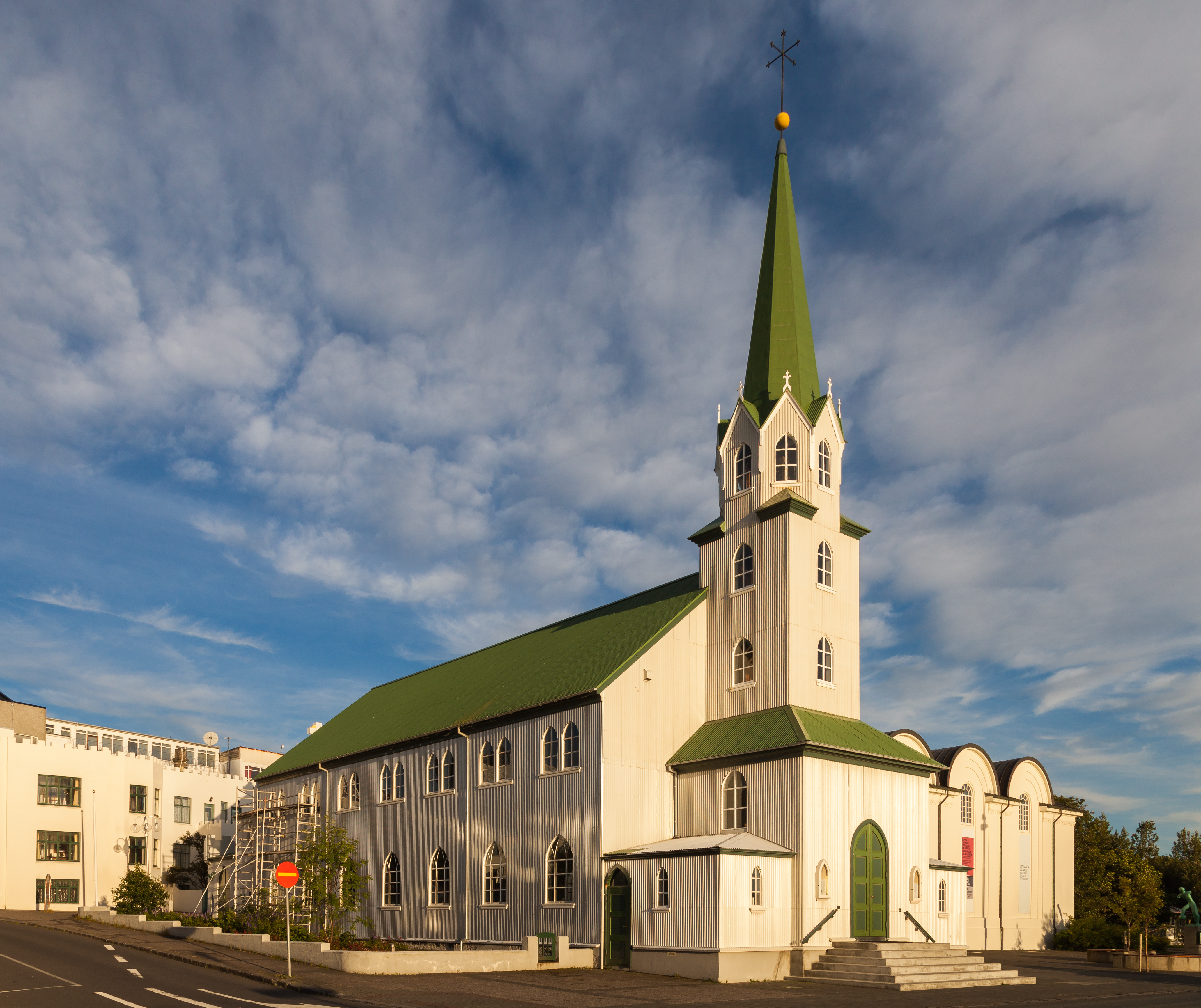
Свободная церковь Рейкьявика в Исландии

На обложке изображены студенты Массачусетского технологического института (MIT), которые в 1972 году столкнули пианино с крыши общежития Бейкер-Хаус — это положило начало давнему университетскому ритуалу. Вдохновлённый «цифровым мусором — например, когда правительство Казахстана пресекает пиратство, и появляются фотографии 10 миллионов DVD и CDR, которые давят бульдозерами», Хекер нашёл иллюстрацию и разработал концепцию обложки самостоятельно, лицензировав иллюстрацию из архива MIT и перефотографировав изображение.
«1972» в названии альбома является отсылкой к обложке — первое падение пианино произошло в 1972 году, — но слово «Ravedeath» имеет неясное значение даже для самого Хекера. На рейве в 2010 году это слово пришло в голову Хекеру и стало «самым неудачным и самым правильным названием в истории. Через некоторое время оно стало жить своей собственной жизнью».
Альбом был выпущен в формате CD и двойного винила лейблом Kranky 14 февраля 2011 года. Позднее в том же году Хекер выпустил сопутствующий EP под названием Dropped Pianos. Он служит «более суровым и холодным» противовесом, используя «тяжёлую реверберацию и минорные тона и [создавая] много негативного пространства». Обложка EP представляет собой ещё одну перефотографию изображения MIT, использованного для Ravedeath. Изображение было сфотографировано в другой обстановке, но неясно, был ли это негатив изображения, или просто переделанная вариация.

## Звучание и структура
BBC Music описывает музыку как «бури, основанные на дроуне». В альбоме широко используется орган, который задаёт тон альбому с самого начала, наряду с «негромкими аккордами фортепиано, [которые] скользят по гулкому пульсу погребённого органа»; хотя «многие могут вообще не определить орган как источник музыки».
Для описания звучания и тона альбома в качестве ориентиров использовались самые разные исполнители. «Studio Suicide» сравнивают с шугейз-исполнителями My Bloody Valentine и Slowdive, в то время как другие части альбома вызывают у рецензентов ассоциации с Pink Floyd, Бахом, Silver Apples и Вангелисом. Также упоминаются композитор-минималист Терри Райли и гитарист Джон Мартин, а в рецензии PopMatters подчёркивается сила альбома, когда говорится, что он может быть «более леденящим кровь, чем Cannibal Corpse в их самые кровожадные моменты».
Уникальный контекст записи альбома был признан жизненно важным компонентом звучания, которое описывается критиками как «вызывающее, трогательное и выразительное». В тональном плане мелодия «имеет тенденцию подчиняться текстуре»: «музыка Хекера не является лёгкой или доступной. В ней есть намёки на мелодию, но они всегда уступают место настроению, текстуре и чувствам. Перкуссии практически нет, а ритм не является заметным элементом». В результате получилась «мрачная и клаустрофобная запись», а Марк Хиггинс из No Ripcord пишет, что «запись пронизана ощущением изоляции».
Рецензенты обнаружили, что альбом не соответствует типичной структуре. Как проанализировал рецензент PopMatters, «кажется, что у пластинки нет центра, нет сияющего момента, нет кульминации или вихря. Вместо этого она парит легко, но зловеще, как ноты в самих песнях, зависая в воздухе и никогда не опускаясь. Каждый раз, когда трек грозит перелиться и разбиться, он этого не делает».
| Совокупная оценка | Совокупная оценка |
| Источник          | Оценка            |
| ----------------- | ----------------- |
| AnyDecentMusic?   | 8.0/10            |
| Metacritic        | 86/100            |
| Оценки критиков   |                   |
| Источник          | Оценка            |
| AllMusic          | [ 15 ]            |
| The A.V. Club     | A−                |
| Drowned in Sound  | [ 4 ]             |
| Fact              | [ 17 ]            |
| MusicOMH          | [ 11 ]            |
| Pitchfork         | [ 12 ]            |
| Resident Advisor  | [ 18 ]            |

## Список композиций
| №                   | Название                 | Длительность |
| ------------------- | ------------------------ | ------------ |
| 1.                  | «The Piano Drop»         | 2:54         |
| 2.                  | «In the Fog I»           | 4:52         |
| 3.                  | «In the Fog II»          | 6:01         |
| 4.                  | «In the Fog III»         | 5:01         |
| 5.                  | «No Drums»               | 3:24         |
| 6.                  | «Hatred of Music I»      | 6:11         |
| 7.                  | «Hatred of Music II»     | 4:22         |
| 8.                  | «Analog Paralysis, 1978» | 3:52         |
| 9.                  | «Studio Suicide, 1980»   | 3:25         |
| 10.                 | «In the Air I»           | 4:12         |
| 11.                 | «In the Air II»          | 4:08         |
| 12.                 | «In the Air III»         | 4:02         |
| Общая длительность: | Общая длительность:      | 52:24        |

## Участники записи
Музыка
- Тим Хекер — все инструменты

Технический персонал
- Пол Корли — сведение
- Бен Фрост — сведение, пианино
- Дэвид Накамото — вёрстка обложки
- Джеймс Плоткин[англ.] — мастеринг